# Embaixada do Irão em Lisboa
A Embaixada de Irão em Lisboa é a principal missão diplomática de Irão em Portugal, na capital Lisboa.
Atualmente, o embaixador do Irão em Lisboa é o Seyed Majid Tafreshi.